# 보령 보령리 오층석탑
보령리 오층석탑(保寧里 五層石塔)은 대한민국 충청남도 보령시 주포면, 보령중학교에 있는 고려시대의 오층석탑이다. 1984년 5월 17일 충청남도의 문화재자료 제139호로 지정되었다.

## 같이 보기
- 오층석탑
- 보령중학교

## 참고 자료
- 보령리오층석탑 - 국가유산청 국가유산포털